# Campionatele europene de gimnastică feminină din 1981
Campionatele europene de gimnastică feminină din 1981, care au reprezentat a treisprezecea ediție a competiției gimnasticii artistice feminine a "bătrânului continent", au avut loc în orașul Madrid, capitala Spaniei.
Datorită valorii mondiale a gimnasticii europene, campionatele europene de gimnastică feminină au coincis, pentru foarte mulți ani, cu replica sa mondială.